# Отношения Гвинеи-Бисау и Португалии
Отношения Гвинеи-Бисау и Португалии — двусторонние дипломатические отношения между Гвинеей-Бисау и Португалией. Государства являются членами Содружества португалоязычных стран и Организации Объединённых Наций.

## История
В 1446 году первые португальские мореплаватели прибыли на территорию нынешней Гвинеи-Бисау в поисках золота. Впоследствии территория стала управляться как часть португальских островов Зелёного Мыса, а затем была отделена и названа Португальской Гвинеей. Португальская Гвинея стала важным постом в трансатлантической работорговле, особенно в Бразилию. В 1879 году Гвинея-Бисау становится отдельной колонией в составе Португальской империи.
В 1956 году Амилкар Кабрал создал Африканскую партию независимости Гвинеи и Кабо-Верде (ПАИГК), борясь против колониализма и начав движение за независимость. В 1963 году разразилась война за независимость Гвинеи-Бисау, которая продлилась до 1974 года. Война закончилась, когда Португалия после Революции гвоздик предоставила независимость Гвинее-Бисау 10 сентября 1974 года.
С момента обретения независимости отношения между Гвинеей-Бисау и Португалией оставались крепкими. Между двумя странами имеется наличие культурного сходства. Также было осуществлено несколько визитов на высоком уровне между лидерами государства, и обе эти страны тесно сотрудничают в рамках Содружества португалоязычных стран.

## Транспортное сообщение
Между государствами налажены прямые авиарейсы компаний EuroAtlantic Airways и TAP Portugal.

## Торговля
В 2017 году объём товарооборота между государствами составил сумму 90 миллионов евро. Португалия является одним из крупнейших торговых партнёров Гвинеи-Бисау.

## Дипломатические представительства
- Гвинея-Бисау имеет посольство в Лиссабоне[3].
- У Португалии есть посольство в Бисау[4].